# Piggs Peak
Piggs Peak (även känd som Pigg's Peak) är en stad i nordvästra Swaziland. Den hade vid den senaste folkräkningen 1997, 4 581 invånare.
Piggs Peak grundades av guldletare 1884 men idag är skogsnäringen den dominerande. Naturreservatet Phophonyane med sitt imponerande vattenfall ligger norr om staden.